# Ливенка (река)
Ливенка — река в Ливенском районе Орловской области. Левый приток Быстрой Сосны.

## Описание
Длина реки — 32 км, площадь водосборного бассейна — 318 км². Течёт с севера на юг. Устье находится в городе Ливны, на 134 км по левому берегу реки Быстрая Сосна.
Сток зарегулирован. Питание в значительной мере родниковое и снеговое. Ледостав обычно с конца ноября по конец марта.
На реке также расположены посёлок Ямской Выгон, село Воротынск и другие населённые пункты.
Основные притоки
- 4,1 км лв: Сербаловка (дл. 11 км)
- 11 км пр: Лесная Ливенка (дл. 19 км)

## Этимология
Первоначально река называлась Ливна.
Гидроним Ливна является кратким прилагательным, образованным от корня лив- (от лить, ср. слово ливень и др.). Название могло иметь значение «сточная» (протекающая по местности с пологим спуском) либо «многоводная, имеющая постоянное течение».

## Данные водного реестра
По данным государственного водного реестра России относится к Донскому бассейновому округу, водохозяйственный участок реки — река Сосна, речной подбассейн реки — бассейны притоков Дона до впадения Хопра. Речной бассейн реки — Дон (российская часть бассейна).
Код водного объекта в государственном водном реестре — 05010100212107000001401.